# Palus (exogeologia)
En astrogeologia, palus (plural paludes, abr. PA) és una paraula llatina que significa «aiguamoll» que la Unió Astronòmica Internacional (UAI) utilitza per indicar formacions geològiques presents a la superfície de la Lluna similars als oceans i als mars, però de mida menor.
Les tres estructures morfològiques lunars a les quals s’ha assignat aquest nom són el Palus Epidemiarum (aiguamoll de les epidèmies), Palus Putredinis (aiguamoll de la decadència) i Palus Somni (aiguamoll del somni). El terme també s’utilitza per designar estructures similars presents a la superfície de Mart i Plutó. També a Mart també hi ha tres característiques d’albedo que utilitzen la paraula palus: Copais Palus, Lunae Palus i Oxia Palus.

## Paludes de la Lluna
| Palus             | Latitud | Longitud | Diàmetre (km) | Epònim                     | Referències |
| ----------------- | ------- | -------- | ------------- | -------------------------- | ----------- |
| Palus Epidemiarum | 32,00 S | -27,54 E | 300,38        | Aiguamoll de les epidèmies | 4565        |
| Palus Putredinis  | 27,36 N | 0 E      | 180,45        | Aiguamoll de la decadència | 4566        |
| Palus Somni       | 13,69 N | 44,72 E  | 163,45        | Aiguamoll del somni        | 4567        |

## Paludes de Mart
| Palus           | Latitud | Longitud | Diàmetre (km) | Epònim                                       | Referències |
| --------------- | ------- | -------- | ------------- | -------------------------------------------- | ----------- |
| Aeolis Palus    | 4,47 S  | 137,42 E | 111,63        | Nom clàssic de les característiques d'albedo | 15001       |
| Cerberus Palus  | 5,78 N  | 148,15 E | 466,68        | Nom clàssic de les característiques d'albedo | 14162       |
| Echus Palus     | 12,29 N | 282,73 E | 715           | Nom clàssic de les característiques d'albedo | 15483       |
| Hadriacus Palus | 27,25 S | 77,30 E  | 176,33        | Nom clàssic de les característiques d'albedo | 15151       |
| Peneus Palus    | 35,06 S | 56,71 E  | 870           | Nom clàssic de les característiques d'albedo | 15365       |

## Paludes de Plutó
| Palus        | Latitud | Longitud | Diàmetre (km) | Epònim | Referències |
| ------------ | ------- | -------- | ------------- | --- | ----------- |
| Hyecho Palus | 17,43 S | 167,44 E | 322,56        | Hyecho - Viatger i erudit coreà, que va creuar el continent asiàtic de la Xina a Aràbia i de tornada (724-727), i va documentar el viatge (704-787). | 15870       |